# Кушугум (станція)
Кушугу́м (до 1907 — Хортиця) — вантажна проміжна залізнична станція 4-го класу Запорізької дирекції Придніпровської залізниці на електрифікованій лінії Запоріжжя I — Федорівка між станціями Запоріжжя I (9 км) та Канкринівка (9 км). Розташована в однойменному селищі Запорізького району Запорізької області, на узбережжі Каховського водосховища. Від станції відгалужується лінія на вапняний кар'єр.

## Історія
Станція відкрита 1874 року, під час будівництва головного ходу приватної Лозово-Севастопольської залізниці.
В деяких джерелах вказується, що станція відкрита 1904 року і отримала назву від колишнього села Хортиця (нині — селище Кушугум).
У 1969 році станція електрифікована постійним струмом (=3 кВ) в складі дільниці Запоріжжя I — Мелітополь.

## Пасажирське сполучення
На станції Кушугум до повномасштабного російського вторгнення в Україну (з 2022) зупинялися приміські електропоїзди з Канцерівки, Дніпробуду II,  Запоріжжя II, Запоріжжя I до станцій Пришиб, Мелітополь, Тащенак, Новоолексіївка, Сиваш, а також приміський поїзд сполученням Запоріжжя — Енергодар. Наразі рух приміських поїздів Мелітопольського напрямку тимчасово припинений.